# Liste der Baudenkmale in Goslar - Friesenstraße
In der Liste der Baudenkmale in Goslar - Friesenstraße sind alle Baudenkmale in der Friesenstraße der niedersächsischen Gemeinde Goslar aufgelistet. Die Quelle der Baudenkmale ist der Denkmalatlas Niedersachsen. Der Stand der Liste ist der 1. Oktober 2022.

## Allgemein
In den Spalten befinden sich folgende Informationen:
- Lage: die Adresse des Baudenkmales und die geographischen Koordinaten. Kartenansicht, um Koordinaten zu setzen. In der Kartenansicht sind Baudenkmale ohne Koordinaten mit einem roten Marker dargestellt und können in der Karte gesetzt werden. Baudenkmale ohne Bild sind mit einem blauen Marker gekennzeichnet, Baudenkmale mit Bild mit einem grünen Marker.
- Bezeichnung: Bezeichnung des Baudenkmales
- Beschreibung: die Beschreibung des Baudenkmales. Unter § 3 Abs. 2 NDSchG werden Einzeldenkmale und unter § 3 Abs. 3 NDSchG Gruppen baulicher Anlagen und deren Bestandteile ausgewiesen.
- ID: die Objekt-ID des Baudenkmales
- Bild: ein Bild des Baudenkmales, ggf. zusätzlich mit einem Link zu weiteren Fotos des Baudenkmals im Medienarchiv Wikimedia Commons. Wenn man auf das Kamerasymbol klickt, können Fotos zu Baudenkmalen aus dieser Liste hochgeladen werden:

Zurück zur Hauptliste
| Lage                                                | Bezeichnung               | Beschreibung | ID       | Bild |
| --------------------------------------------------- | ------------------------- | --- | -------- | ---- |
| Friesenstraße 51° 54′ 20″ N, 10° 25′ 16″ O          | Straßenraum               | | 36591695 |      |
| Friesenstraße 1 51° 54′ 22″ N, 10° 25′ 19″ O        | Wohnhaus                  | Zweigeschossiger Fachwerkbau mit Satteldach in Ziegeldeckung, traufständig. Fassade fachwerksichtig, mit schmalen Zwischengefachen. | 36523087 |      |
| Friesenstraße 2 51° 54′ 22″ N, 10° 25′ 18″ O        | Wohnhaus                  | Zweigeschossiger Fachwerkbau mit Satteldach in Ziegeldeckung, traufständig. Fassade fachwerksichtig, mit schmalen Zwischengefachen, Giebelseite mit Schiefer verkleidet. | 36523115 |      |
| Friesenstraße 3 51° 54′ 22″ N, 10° 25′ 18″ O        | Wohnhaus                  | Zweigeschossiger Fachwerkbau mit Satteldach in Ziegeldeckung und mittigem Zwerchhaus, traufständig mit seitlichem Bauwich. Fassade fachwerksichtig. | 36523142 |      |
| Friesenstraße 3 51° 54′ 22″ N, 10° 25′ 17″ O        | Nebengebäude              | Zweigeschossiger Fachwerkbau mit Satteldach in Ziegeldeckung, frei stehend. Fassade fachwerksichtig, Südgiebel mit Holz verschalt, eingehauster Treppenaufgang. | 36583111 | BW   |
| Friesenstraße 3 51° 54′ 22″ N, 10° 25′ 17″ O        | Schuppen                  | Zweigeschossiger Holzskelettbau mit Flachdach, angebaut an ein Nebengebäude. EG in offener Konstruktion, OG mit Holzwänden geschlossen. | 39752680 |      |
| Friesenstraße 4 51° 54′ 21″ N, 10° 25′ 17″ O        | Wohn-/ Wirtschaftsgebäude | Zweigeschossiger Fachwerkbau mit Satteldach in Ziegeldeckung, traufständig mit seitlichem Bauwich. Fassade fachwerksichtig mit schmalen Zwischengefachen, Oberstock leicht vorkragend, Tordurchfahrt an der rechten Fassadenseite. Giebelseite im EG mit Holz verschalt, OG mit Schiefer verkleidet.           | 36603834 |      |
| Friesenstraße 4 51° 54′ 21″ N, 10° 25′ 17″ O        | Hinterhaus                | Zweigeschossiger Fachwerkbau mit Flachdach, rückwärtig angebaut an Wohnhaus. Fassade im EG mit Holz verschalt, OG fachwerksichtig, mit Außentreppe in den Garten. | 36556051 | BW   |
| Friesenstraße 5 51° 54′ 21″ N, 10° 25′ 17″ O        | Wohnhaus                  | Zweigeschossiger Fachwerkbau mit Satteldach in Ziegeldeckung, traufständig. Fassade im EG mit Holz verschalt, OG fachwerksichtig, mit schmalen Zwischengefachen. | 36523170 |      |
| Friesenstraße 5 51° 54′ 21″ N, 10° 25′ 16″ O        | Schuppen                  | Eingeschossiger Holzskelettbau mit Pultdach in Ziegeldeckung, frei stehend. Fassade mit Holz verschalt, Giebelseiten mit Eternitplatten verkleidet. | 36575196 | BW   |
| Friesenstraße 6 51° 54′ 21″ N, 10° 25′ 16″ O        | Wohnhaus                  | Zweigeschossiger Fachwerkbau mit Satteldach in Ziegeldeckung, traufständig. Fassade fachwerksichtig, mit schmalen Zwischengefachen; Giebelseite mit Schiefer verkleidet. | 36523198 |      |
| Friesenstraße 7 51° 54′ 21″ N, 10° 25′ 16″ O        | Wohnhaus                  | Zweigeschossiger Fachwerkbau mit Satteldach in Schieferdeckung, traufständig. Gemeinsam mit den Nachbarhäusern Nr. 8 und 9 errichtet. Fassade fachwerksichtig, mit schmalen Zwischengefachen, Giebelseite mit Schiefer verkleidet.                                                                             | 36523226 |      |
| Friesenstraße 7 51° 54′ 21″ N, 10° 25′ 16″ O        | Nebengebäude              | Zweigeschossiger Fachwerkbau mit Satteldach in Bitumendeckung, frei stehend. Fassade im EG fachwerksichtig, im OG mit Holz verschalt. | 36587355 | BW   |
| Friesenstraße 8 51° 54′ 21″ N, 10° 25′ 16″ O        | Wohnhaus                  | Zweigeschossiger Fachwerkbau mit Satteldach in Schieferdeckung, traufständig. Gemeinsam mit den Nachbarhäusern Nr. 7 und 9 errichtet. Fassade fachwerksichtig. | 36523255 |      |
| Friesenstraße 9 51° 54′ 20″ N, 10° 25′ 16″ O        | Wohnhaus                  | Zweigeschossiger Fachwerkbau mit Satteldach in Schieferdeckung, traufständig. Gemeinsam mit den Nachbarhäusern Nr. 7 und 8 errichtet. Fassade mit Schiefer verkleidet. | 36523284 |      |
| Friesenstraße 10 51° 54′ 20″ N, 10° 25′ 15″ O       | Wohnhaus                  | Zweigeschossiger Fachwerkbau mit Satteldach in Schieferdeckung, traufständig. Gemeinsam mit dem Nachbarhaus errichtet. Fassade fachwerksichtig. | 36523314 |      |
| Friesenstraße 10 51° 54′ 21″ N, 10° 25′ 15″ O       | Nebengebäude              | Zweigeschossiger Fachwerkbau mit Pultdach in Bitumendeckung, frei stehend. Fassade im EG verputzt, im OG mit Holz verschalt. | 36587381 | BW   |
| Friesenstraße 11 51° 54′ 20″ N, 10° 25′ 15″ O       | Wohnhaus                  | Zweigeschossiger Fachwerkbau mit Satteldach in Schieferdeckung, traufständig. Gemeinsam mit dem Nachbarhaus errichtet. Fassade fachwerksichtig. | 36523346 |      |
| Friesenstraße 11 51° 54′ 21″ N, 10° 25′ 15″ O       | Nebengebäude              | Eineinhalbgeschossiges Gebäude mit Pultdach in Ziegeldeckung, frei stehend. Fassade mit Faserplatten verkleidet, Ladeluke oberhalb der Eingangstür. | 36587406 | BW   |
| Friesenstraße 12 51° 54′ 20″ N, 10° 25′ 15″ O       | Wohnhaus                  | Zweigeschossiger Fachwerkbau mit Satteldach in Schieferdeckung, traufständig. Fassade fachwerksichtig. | 36523377 |      |
| Friesenstraße 12 51° 54′ 21″ N, 10° 25′ 15″ O       | Nebengebäude              | Eineinhalbgeschossiges Gebäude mit Pultdach in Ziegeldeckung, frei stehend. Fassade fachwerksichtig. | 36587432 | BW   |
| Friesenstraße 13 51° 54′ 20″ N, 10° 25′ 15″ O       | Wohnhaus                  | Arbeiterwohnhaus, errichtet um 1850 nach einem Brand an der Nordseite der Friesenstraße. Zweigeschossiger Fachwerkbau mit Satteldach in Ziegeldeckung, traufständig. Fassade mit Holz verschalt. | 36523408 |      |
| Friesenstraße 13 51° 54′ 20″ N, 10° 25′ 14″ O       | Nebengebäude              | Zweigeschossiger Fachwerkbau mit Satteldach in Ziegeldeckung. Fassade mit Faserplatten verkleidet, OG leicht vorkragend. | 39673344 | BW   |
| Friesenstraße 14 51° 54′ 20″ N, 10° 25′ 15″ O       | Wohnhaus                  | Zweigeschossiger Fachwerkbau mit Satteldach in Ziegeldeckung, traufständig. Fassade mit Schiefer verkleidet, Sockelbereich mit Holz verschalt. | 36523436 |      |
| Friesenstraße 15 51° 54′ 20″ N, 10° 25′ 14″ O       | Wohnhaus                  | Zweigeschossiger Fachwerkbau mit Satteldach in Ziegeldeckung, traufständig. Fassade fachwerksichtig. | 36523463 |      |
| Friesenstraße 16 51° 54′ 20″ N, 10° 25′ 14″ O       | Wohnhaus                  | Zweigeschossiger Fachwerkbau mit Satteldach mit Ziegeldeckung, traufständig. Fassade fachwerksichtig, mit schmalen Zwischengefachen. | 36523491 |      |
| Friesenstraße 17 51° 54′ 19″ N, 10° 25′ 14″ O       | Wohnhaus                  | Zweigeschossiger Fachwerkbau mit Satteldach in Ziegeldeckung, traufständig. Fassade im Erdgeschoss fachwerksichtig, OG mit Schiefer verkleidet. | 36523519 |      |
| Friesenstraße 17 51° 54′ 20″ N, 10° 25′ 13″ O       | Hinterhaus                | Zweigeschossiger Fachwerkbau mit Pultdach in Wellblechdeckung. Fassade fachwerksichtig. | 36588412 | BW   |
| Friesenstraße 17 51° 54′ 20″ N, 10° 25′ 14″ O       | Schuppen                  | Eingeschossiger Skelettbau mit Pultdach. Fassade mit Holz verschalt. | 39752742 | BW   |
| Friesenstraße 18 51° 54′ 19″ N, 10° 25′ 13″ O       | Wohnhaus                  | Zweigeschossiger Fachwerkbau mit Satteldach in Ziegeldeckung, traufständig. Fassade fachwerksichtig, mit schmalen Zwischengefachen. | 36523547 |      |
| Friesenstraße 18 51° 54′ 20″ N, 10° 25′ 13″ O       | Hinterhaus                | Zweigeschossiges Gebäude mit Satteldach in Ziegeldeckung. Fassade mit Holz verschalt. | 36588485 | BW   |
| Friesenstraße 18 51° 54′ 20″ N, 10° 25′ 13″ O       | Schuppen                  | Eingeschossiger Skelettbau mit Flachdach. Fassade mit Holz verschalt. | 39752771 | BW   |
| Friesenstraße 19 51° 54′ 19″ N, 10° 25′ 13″ O       | Wohnhaus                  | Zweigeschossiger Fachwerkbau mit Satteldach in Ziegeldeckung, traufständig. Fassade fachwerksichtig, mit schmalen Zwischengefachen. | 36523575 |      |
| Friesenstraße 20 51° 54′ 19″ N, 10° 25′ 13″ O       | Wohnhaus                  | Zweigeschossiger Fachwerkbau mit Satteldach in Ziegeldeckung, traufständig. Fassade fachwerksichtig, mit schmalen Zwischengefachen. | 36523603 |      |
| Friesenstraße 21 51° 54′ 19″ N, 10° 25′ 13″ O       | Wohnhaus                  | Zweigeschossiger Fachwerkbau mit Satteldach in Ziegeldeckung, traufständig. Fassade fachwerksichtig, mit schmalen Zwischengefachen. | 36523631 |      |
| Friesenstraße 21 51° 54′ 19″ N, 10° 25′ 12″ O       | Nebengebäude              | Eingeschossiges Gebäude mit Pultdach in Ziegeldeckung. Giebelseite mit Holz verschalt, Rückseite mit Faserplatten verkleidet. | 36565755 | BW   |
| Friesenstraße 22 51° 54′ 18″ N, 10° 25′ 12″ O       | Wohnhaus                  | Zweigeschossiger Fachwerkbau mit Satteldach in Schieferdeckung, Eckhaus; traufständig zur Friesenstraße, giebelständig zur Kettenstraße. Zweigeschossiger traufständiger Seitenflügel entlang der Kettenstraße. Fassade im EG verputzt, OG mit Schiefer verkleidet.                                            | 36560255 |      |
| Friesenstraße 23 51° 54′ 18″ N, 10° 25′ 12″ O       | Wohnhaus                  | Zweigeschossiger Fachwerkbau mit Satteldach in Ziegeldeckung, traufständig. Fassade im EG verputzt, G mit Schiefer verkleidet. | 36523659 | BW   |
| Friesenstraße 24 51° 54′ 19″ N, 10° 25′ 13″ O       | Wohnhaus                  | Erbaut gegen Mitte des 19. Jahrhunderts nach einem Brand an der Südwestseite der Friesenstraße. Zweigeschossiger Fachwerkbau mit Satteldach in Ziegeldeckung, traufständig. Fassade fachwerksichtig, mit schmalen Zwischengefachen.                                                                            | 36523684 |      |
| Friesenstraße 25 51° 54′ 19″ N, 10° 25′ 13″ O       | Wohnhaus                  | Zweigeschossiger Fachwerkbau mit Satteldach in Ziegeldeckung, traufständig. Fassade mit Holz verschalt. | 36523712 |      |
| Friesenstraße 26 51° 54′ 19″ N, 10° 25′ 13″ O       | Wohnhaus                  | Zweigeschossiger Fachwerkbau mit Satteldach in Ziegeldeckung, traufständig. Fassade mit Blechplatten verkleidet. | 36523740 |      |
| Friesenstraße 26 51° 54′ 18″ N, 10° 25′ 14″ O       | Nebengebäude              | | 36573611 | BW   |
| Friesenstraße 27 51° 54′ 19″ N, 10° 25′ 14″ O       | Wohnhaus                  | Zweigeschossiger Fachwerkbau mit Satteldach in Ziegeldeckung, traufständig. Fassade fachwerksichtig, mit schmalen Zwischengefachen. | 36523768 |      |
| Friesenstraße 28 51° 54′ 19″ N, 10° 25′ 14″ O       | Wohnhaus                  | Zweigeschossiger Fachwerkbau mit Satteldach in Ziegeldeckung, traufständig. Fassade fachwerksichtig, mit schmalen Zwischengefachen. | 36523796 |      |
| Friesenstraße 29 51° 54′ 19″ N, 10° 25′ 14″ O       | Wohnhaus                  | Zweigeschossiger Fachwerkbau mit Krüppelwalmdach in Ziegeldeckung, traufständig. Fassade fachwerksichtig, mit schmalen Zwischengefachen. | 36523825 |      |
| Friesenstraße 29 51° 54′ 19″ N, 10° 25′ 15″ O       | Stall                     | Zweigeschossiger Fachwerkbau mit Satteldach in Ziegeldeckung entlang einer Nebengasse. Fassade fachwerksichtig, OG vorkragend auf Knaggen mit Taustab und Kerbschnitten, Schwelle mit Rahmenprofil. | 36573253 |      |
| Friesenstraße 30 51° 54′ 19″ N, 10° 25′ 15″ O       | Wohnhaus                  | Zweigeschossiger Fachwerkbau mit Satteldach in Schieferdeckung, giebelständig an einer Nebengasse. Fassade im EG verputzt, OG mit Schiefer verkleidet. Umbauphase 1927, dabei Wohnteil eingeschossig ausgebaut und Fassade mit Schiefer verkleidet.                                                            | 36523855 |      |
| Friesenstraße 31 51° 54′ 20″ N, 10° 25′ 15″ O       | Wohnhaus                  | Zweigeschossiger Fachwerkbau mit Satteldach in Ziegeldeckung, traufständig. Fassade mit Schiefer verkleidet, OG leicht vorkragend. | 36523883 |      |
| Friesenstraße 32 51° 54′ 20″ N, 10° 25′ 15″ O       | Wohnhaus                  | Zweigeschossiger Fachwerkbau mit Satteldach in Schieferdeckung, traufständig. Fassade fachwerksichtig, mit schmalen Zwischengefachen. Kernbau aus dem frühen 18. Jh., gegen Mitte des 19. Jh. umgebaut und mit neuem OG aufgestockt.                                                                           | 36523921 |      |
| Friesenstraße 33a 51° 54′ 20″ N, 10° 25′ 15″ O      | Schlosserwerkstatt        | Schlosserwerkstatt, um 1900 angebaut an das benachbarte Wohnhause Friesenstraße 33b. Zweigeschossiger Fachwerkbau mit Satteldach in Schieferdeckung, traufständig. Fassade fachwerksichtig, hohes EG mit großformatiger Toröffnung, OG zwerchhausartig über die Traufkante der Häuserzeile hochgezogen.        | 36544121 |      |
| Friesenstraße 33b 51° 54′ 20″ N, 10° 25′ 15″ O      | Wohnhaus                  | Errichtet im frühen 19. Jh. Zweigeschossiger Fachwerkbau mit Satteldach in Schieferdeckung, traufständig. Fassade fachwerksichtig, mit schmalen Zwischengefachen. | 49942185 |      |
| Friesenstraße 34 51° 54′ 20″ N, 10° 25′ 16″ O       | Wohnhaus                  | Zweigeschossiger Fachwerkbau mit Satteldach in Schieferdeckung, traufständig. Fassade mit Schiefer verkleidet. | 36523955 |      |
| Friesenstraße 35 51° 54′ 20″ N, 10° 25′ 16″ O       | Wohnhaus                  | Zweigeschossiger Fachwerkbau mit Satteldach in Schieferdeckung, traufständig. Fassade fachwerksichtig, Stockwerksbauweise mit unregelmäßigem Fachwerkgefüge. | 36523987 |      |
| Friesenstraße 36 51° 54′ 20″ N, 10° 25′ 16″ O       | Wohnhaus                  | Zweigeschossiger Fachwerkbau mit Satteldach in Schieferdeckung, traufständig. Fassade fachwerksichtig, mit schmalen Zwischengefachen. | 36524015 |      |
| Friesenstraße 37 / 37a 51° 54′ 20″ N, 10° 25′ 17″ O | Wohnhaus                  | Zweigeschossiger Fachwerkbau mit Satteldach in Schieferdeckung, traufständig mit seitlichem Bauwich; zusammengefügt aus drei einzelnen, nachträglich in einem Gebäudekomplex verbundenen Einzelhäusern. Fassade mit Schiefer verkleidet.                                                                       | 36524043 |      |
| Friesenstraße 38 51° 54′ 21″ N, 10° 25′ 17″ O       | Wohnhaus                  | Zweigeschossiger Fachwerkbau mit Satteldach und mittigem Zwerchhaus, traufständig. Fassade fachwerksichtig, Gefache mit rotem Backsteinmauerwerk ausgefacht. | 36524072 |      |
| Friesenstraße 39 51° 54′ 21″ N, 10° 25′ 18″ O       | Wohnhaus                  | Zweigeschossiger Fachwerkbau mit Satteldach in Ziegeldeckung, traufständig. Fassade fachwerksichtig, EG 1902 verändert, Oberstock leicht vorkragend, Brüstungsgefache mit regelmäßigen Fußstreben, Setzschwelle mit Trapezfries; Dachbalken auf Knaggen mit horizontaler Profilierung, dazwischen Windbretter. | 36524099 |      |
| Friesenstraße 40 51° 54′ 21″ N, 10° 25′ 18″ O       | Wohnhaus                  | Zweigeschossiger Fachwerkbau mit Satteldach in Ziegeldeckung, traufständig mit seitlichen Bauwichen. Fassade fachwerksichtig, mit schmalen Zwischengefachen. | 36524126 |      |
| Friesenstraße 40 51° 54′ 21″ N, 10° 25′ 18″ O       | Nebengebäude              | Eingeschossiger Fachwerkbau mit Satteldach in Ziegeldeckung, frei stehend. Fassade fachwerksichtig, Giebelseite mit Holz verschalt. | 36588244 |      |
| Friesenstraße 41 51° 54′ 21″ N, 10° 25′ 18″ O       | Wohnhaus                  | Zweigeschossiger Fachwerkbau mit Satteldach in Ziegeldeckung, traufständig mit seitlichem Bauwich. Fassade im EG mit Schiefer verkleidet, OG fachwerksichtig, mit schmalen Zwischengefachen. Giebelseite im EG mit Holz verschalt, OG und Giebeldreieck mit Schiefer verkleidet.                               | 36524154 |      |
| Friesenstraße 41 51° 54′ 21″ N, 10° 25′ 19″ O       | Nebengebäude              | Eingeschossiger Fachwerkbau mit Satteldach in Ziegeldeckung, frei stehend. Fassade fachwerksichtig. | 36588292 |      |
| Friesenstraße 42 51° 54′ 22″ N, 10° 25′ 19″ O       | Wohnhaus                  | Zweigeschossiger Fachwerkbau mit Satteldach in Ziegeldeckung, traufständig. Fassade fachwerksichtig, mit schmalen Zwischengefachen; Giebelseite im EG mit Holz verschalt, OG mit Schiefer verkleidet. | 36524182 |      |